# Ciclisme als Jocs Olímpics d'estiu de 2020 - Ciclisme en ruta femení
La cursa individual femenina en ruta dels Jocs Olímpics d'Estiu de 2020 es va celebrar el 24 de juliol de 2021 en un recorregut que començava al Musashinonomori Park de Tòquio i que finalitzava al Circuit de Fuji a la Prefectura de Shizuoka. Hi van competir 67 ciclistes de 40 nacions.
La prova va ser guanyada per Anna Kiesenhofer (Àustria) després de córrer tota la cursa escapada, inicialment amb altres corredores; però en solitari des del pas pel coll de Kagosaka, a falta de 41 km per l'arribada. Tot i que, a falta de 2,1 km, Annemiek van Vleuten (Països Baixos) va atacaren solitari, no va poder atrapar l'austríaca, que va arribar amb un marge d'1'15" sobre la neerlandesa. Van Vleuten, desconeixedora de la supervivència de l'escapada, va celebrar el triomf erròniament després de creuar la línia d'arribada. La medalla de bronze va ser per a Elisa Longo Borghini (Itàlia).
La victòria de Kiesenhofer es va considerar una gran sorpresa ja que, en aquell moment, no era una ciclista professional i compaginava el seu entrenament ciclista amb una plaça d'investigadora postdoctoral a l'acadèmia, de manera que no era considerada una aspirant a guanyar cap medalla.

## Antecedents
Aquesta va ser la desena aparició de l'esdeveniment, que s'ha celebrat a tots els Jocs Olímpics d'estiu des de 1984. La vigent campiona olímpica era Anna van der Breggen dels Països Baixos.

## Format i curs de la competició

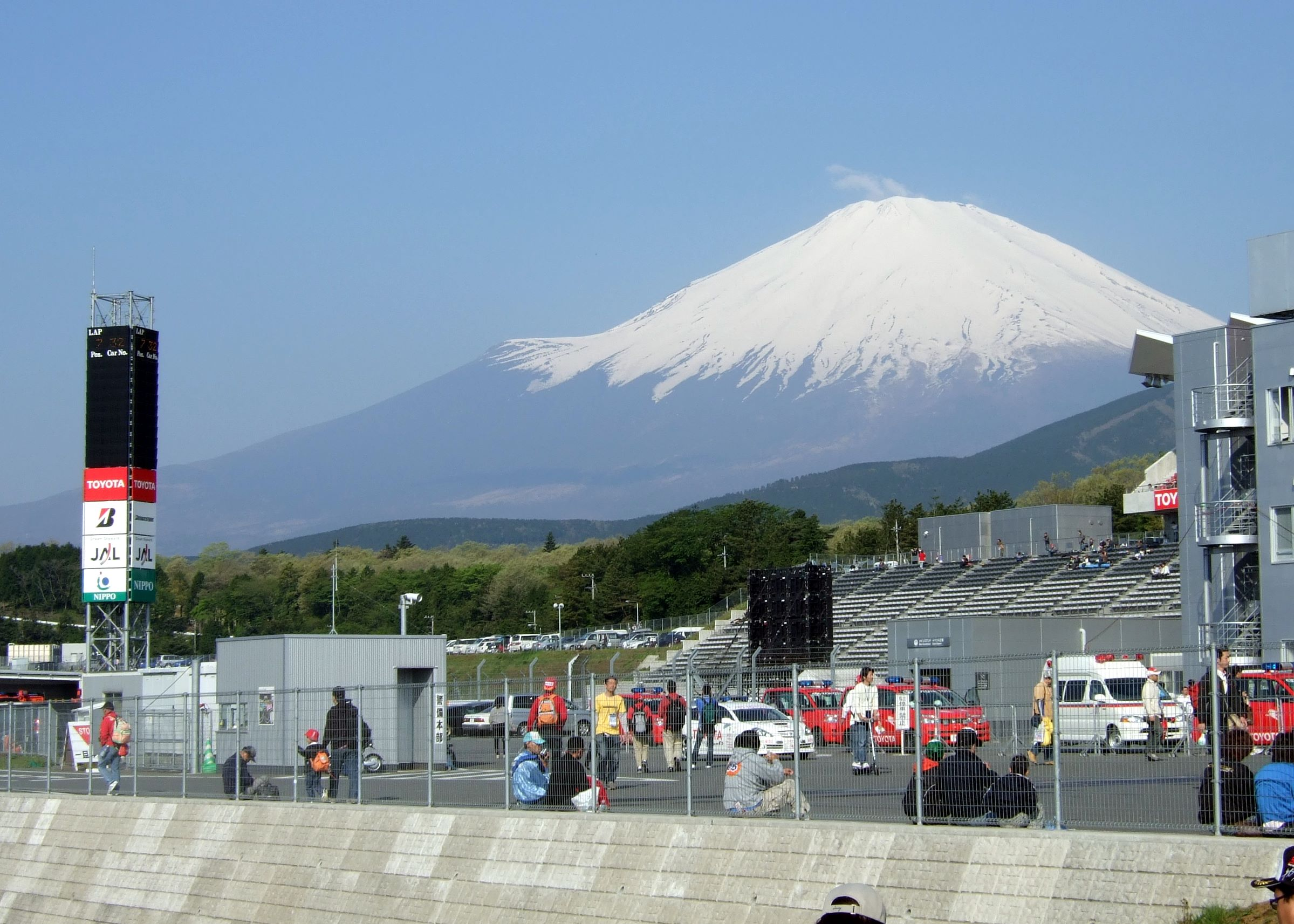
Mont Fuji des del Circuit de Fuji

La cursa de ruta va ser un esdeveniment de sortida a la carretera d'un sol dia. El recorregut de les curses de ruta masculina i femenina es van revelar l'agost del 2018. La cursa femenina va començar a Musashinonomori Park a Chōfu, a l'oest de Tòquio, a les 13:00 h (UTC+9) i va acabar al Circuit de Fuji a la prefectura de Shizuoka. La cursa femenina per carretera tenia una longitud de 137 km amb un desnivell total de 2692 m.
La primera part de les curses masculina i femenina va ser idèntica. El curs va transcórrer primerament pels afores majoritàriament plans de l'àrea metropolitana de Tòquio. Després de 40 km, els pilots van pujar gradualment cap al peu de la pujada a Doushi Road, una pujada de 5,9 km amb un desnivell mitjà del 5,7 per cent. La pujada va culminar després de 80 km de carreres a una altitud de 1121 m sobre el nivell del mar. Després d'arribar al llac Yamanaka a Yamanashi i creuar el coll de Kagosaka, els pilots van afrontar un descens de 15 km i, a partir d'aquí, els recorreguts van ser diferents per a les curses masculina i femenina. Després del descens, la cursa femenina es va dirigir cap al circuit de Fuji, saltant les pujades de Fuji Sanroku i el pas Mikuni. Els pilots van disputar una volta i mitja de la pista ondulada abans de coronar el guanyador al Circuit Fuji.

## Resultats
| Rang |    | Ciclista                  | Nació              | Temps   | Diff.   |
| ---- | -- | ------------------------- | ------------------ | ------- | ------- |
| 1    | 48 | Anna Kiesenhofer          | Àustria            | 3:52:45 |         |
| 2    | 2  | Annemiek van Vleuten      | Països Baixos      | 3:54:00 | + 1:15  |
| 3    | 7  | Elisa Longo Borghini      | Itàlia             | 3:54:14 | + 1:29  |
| 4    | 20 | Lotte Kopecky             | Bèlgica            | 3:54:24 | + 1:39  |
| 5    | 4  | Marianne Vos              | Països Baixos      | 3:54:31 | + 1:46  |
| 6    | 11 | Lisa Brennauer            | Alemanya           | 3:54:31 | + 1:46  |
| 7    | 28 | Coryn Rivera              | Estats Units       | 3:54:31 | + 1:46  |
| 8    | 6  | Marta Cavalli             | Itàlia             | 3:54:31 | + 1:46  |
| 9    | 57 | Olga Zabelinskaya         | Uzbekistan         | 3:54:31 | + 1:46  |
| 10   | 10 | Cecilie Uttrup Ludwig     | Dinamarca          | 3:54:31 | + 1:46  |
| 11   | 22 | Lizzie Deignan            | Regne Unit         | 3:54:31 | + 1:46  |
| 12   | 33 | Margarita Victoria García | Espanya            | 3:54:31 | + 1:46  |
| 13   | 31 | Ashleigh Moolman          | Sud-àfrica         | 3:54:31 | + 1:46  |
| 14   | 25 | Katarzyna Niewiadoma      | Polònia            | 3:54:31 | + 1:46  |
| 15   | 1  | Anna van der Breggen      | Països Baixos      | 3:54:31 | + 1:46  |
| 16   | 43 | Karol-Ann Canuel          | Canadà             | 3:55:05 | + 2:20  |
| 17   | 50 | Alena Amialiusik          | Belarús            | 3:55:05 | + 2:20  |
| 18   | 24 | Marta Lach                | Polònia            | 3:55:13 | + 2:28  |
| 19   | 40 | Eugenia Bujak             | Eslovènia          | 3:55:13 | + 2:28  |
| 20   | 41 | Christine Majerus         | Luxemburg          | 3:55:13 | + 2:28  |
| 21   | 64 | Eri Yonamine              | Japó               | 3:55:13 | + 2:28  |
| 22   | 49 | Paula Patiño              | Colòmbia           | 3:55:15 | + 2:30  |
| 23   | 12 | Liane Lippert             | Alemanya           | 3:55:17 | + 2:32  |
| 24   | 54 | Omer Shapira              | Israel             | 3:55:23 | + 2:38  |
| 25   | 3  | Demi Vollering            | Països Baixos      | 3:55:41 | + 2:56  |
| 26   | 16 | Tiffany Cromwell          | Austràlia          | 3:55:41 | + 2:56  |
| 27   | 26 | Anna Plichta              | Polònia            | 3:55:58 | + 3:13  |
| 28   | 34 | Ane Santesteban           | Espanya            | 3:56:04 | + 3:19  |
| 29   | 29 | Leah Thomas               | Estats Units       | 3:56:07 | + 3:22  |
| 30   | 36 | Juliette Labous           | França             | 3:56:07 | + 3:22  |
| 31   | 27 | Chloé Dygert              | Estats Units       | 3:58:51 | + 6:06  |
| 32   | 44 | Alison Jackson            | Canadà             | 3:59:47 | + 7:02  |
| 33   | 52 | Tereza Neumanová          | Txèquia            | 3:59:47 | + 7:02  |
| 34   | 56 | Arlenis Sierra            | Cuba               | 3:59:47 | + 7:02  |
| 35   | 47 | Rasa Leleivytė            | Lituània           | 3:59:47 | + 7:02  |
| 36   | 45 | Leah Kirchmann            | Canadà             | 3:59:47 | + 7:02  |
| 37   | 37 | Katrine Aalerud           | Noruega            | 3:59:52 | + 7:07  |
| 38   | 67 | Na Ah-reum                | Corea del Sud      | 4:01:08 | + 8:23  |
| 39   | 39 | Tamara Dronova            | Comitè Olímpic Rus | 4:01:08 | + 8:23  |
| 40   | 17 | Sarah Gigante             | Austràlia          | 4:01:08 | + 8:23  |
| 41   | 13 | Hannah Ludwig             | Alemanya           | 4:01:08 | + 8:23  |
| 42   | 21 | Julie Van de Velde        | Bèlgica            | 4:01:08 | + 8:23  |
| 43   | 63 | Hiromi Kaneko             | Japó               | 4:01:08 | + 8:23  |
| 44   | 5  | Marta Bastianelli         | Itàlia             | 4:02:16 | + 9:31  |
| 45   | 30 | Ruth Winder               | Estats Units       | 4:02:16 | + 9:31  |
| 46   | 35 | Marlen Reusser            | Suïssa             | 4:02:16 | + 9:31  |
| 47   | 15 | Grace Brown               | Austràlia          | 4:02:16 | + 9:31  |
| 48   | 8  | Soraya Paladin            | Itàlia             | 4:08:40 | + 15:55 |
| —    | 9  | Emma Norsgaard Jørgensen  | Dinamarca          | NVA     | NVA     |
| —    | 19 | Valerie Demey             | Bèlgica            | NVA     | NVA     |
| —    | 38 | Stine Borgli              | Noruega            | NVA     | NVA     |
| —    | 66 | Teniel Campbell           | Trinitat i Tobago  | NVA     | NVA     |
| —    | 62 | Antri Christoforou        | Xipre              | NVA     | NVA     |
| —    | 61 | Sun Jiajun                | R.P. de la Xina    | NVA     | NVA     |
| —    | 53 | Agua Marina Espínola      | Paraguai           | NVA     | NVA     |
| —    | 18 | Amanda Spratt             | Austràlia          | NVA     | NVA     |
| —    | 14 | Trixi Worrack             | Alemanya           | NVA     | NVA     |
| —    | 23 | Anna Shackley             | Regne Unit         | NVA     | NVA     |
| —    | 32 | Carla Oberholzer          | Sud-àfrica         | NVA     | NVA     |
| —    | 42 | Valeriya Kononenko        | Ucraïna            | NVA     | NVA     |
| —    | 46 | Jutatip Maneephan         | Tailàndia          | NVA     | NVA     |
| —    | 51 | Vera Looser               | Namíbia            | NVA     | NVA     |
| —    | 55 | Lizbeth Salazar           | Mèxic              | NVA     | NVA     |
| —    | 58 | Selam Amha                | Etiòpia            | NVA     | NVA     |
| —    | 59 | Mosana Debesay            | Eritrea            | NVA     | NVA     |
| —    | 60 | María José Vargas         | Costa Rica         | NVA     | NVA     |
| —    | 65 | Catalina Soto             | Xile               | NVA     | NVA     |